# Кућа Јовановића у Пепељевцу
Кућа Јовановића у Пепељевцу (општина Лајковац) налази се на списку споменика културе од великог значаја.

## Изглед куће
Кућа иако мала по величини (4,50 х 6,50 метра) поседује вредне градитељске одлике. Подигнута је на високом каменом темељу, издужене правоугаоне основе, са јаким и масивним дрвеним гредама тавањачама као типична дводелна кућа са једном собом и "кућом" у којој је уз подеони попречни зид постављено огњиште у средишњем делу зграде. Изнад огњишта се налази део посебне конструкције за одвођење дима преко изузетно широког димњака у врху крова, чији завршни део је оштећен. У "кућу" се улази кроз двоја наспрамно постављена врата, која су урађена од широких, тесаних талпи. Доњи део конструкције "куће" чине масивне широке талпе поређане у три реда које су ућертене на угловима са знатним али неједнако препуштеним делом талпи, што згради са испуштеним долапом на источној страни, даје посебне архикттонске и могло би се рећи чак и скулптуралне одлике. Горњи део конструкције је затворен вертикално постављеним шашовцима између хоризантално постављених талпи и удвојених табањача. Због оваквог конструктивног тешења изнад укрштања талпи, на угловима су постављени скраћени дрвени стубови за прихватање венчаница. Друга половима зграде је у бондручкој конструкцији са шепером. На све три стране собе налази се по један мали двокрилни прозор чија се крила отварају споља и унутра. Сви подови су земљани. Таванска конструкција је од греда тавањача. над собом су постављене малтерисане и окречене коленике, а у делу "куће" су постављене шашовци. Кров је четвороводан, блажег нагиба, јако широких стреха печуркастог изгледа покривен ћерамидом. Кућа је готово у целости сачувала све првобитне одлике.